# Langastis
Langastis is een geslacht van vlinders van de familie sikkelmotten (Oecophoridae), uit de onderfamilie Oecophorinae.

## Soorten
- L. lucescens Meyrick, 1914
- L. ochlica Meyrick, 1914